# John Eichel
John Eichel, dit Jack Eichel, (né le 28 octobre 1996 à Chelmsford dans l'État du Massachusetts aux États-Unis) est un joueur professionnel américain de hockey sur glace qui évolue au poste de centre dans l'organisation des Golden Knights de Vegas dans la Ligue nationale de hockey (LNH).

## Biographie

### En club
Après avoir joué deux saisons avec l'Équipe nationale de développement des États-Unis, Eichel rejoint l'Université de Boston et joue pour l'équipe de hockey des Terriers qui joue en Hockey East, division du championnat de la NCAA. Il fait bonne impression à sa première saison en réalisant 71 points pour 26 buts et 45 mentions d'aide en 40 matchs et remporte le trophée Hobey Baker, remis au meilleur joueur de la NCAA ; il devient le deuxième joueur recrue à remporter cet honneur après Paul Kariya en 1993. Il parvient à mener les Terriers jusqu'en finale du Frozen Four mais son équipe perd le championnat face aux Friars de Providence College.
Classé deuxième derrière Connor McDavid parmi les meilleurs espoirs en Amérique du Nord par la Centrale de recrutement de la Ligue nationale de hockey en vue du repêchage d'entrée dans la LNH 2015, il est effectivement choisi au deuxième rang de ce repêchage, tout juste derrière McDavid, par les Sabres de Buffalo. Il signe le 1er juillet son premier contrat professionnel avec les Sabres d'une durée de trois ans.
Le 7 octobre 2015, il marque son premier but dans la LNH lors de sa première partie contre les Sénateurs d'Ottawa. Eichel passe six saisons à Buffalo mais ne participe pas aux séries éliminatoires.
Il est échangé aux Golden Knights de Vegas le 4 novembre 2021 en compagnie d'un choix de 3e tour du repêchage en 2023 contre Alex Tuch, Peyton Krebs et un choix de 1er tour en 2022. Eichel remporte la Coupe Stanley en 2023 dans l'uniforme des Golden Knights grâce à une victoire en cinq matchs contre les Panthers de la Floride.

### En équipe nationale
Alors âgé de 15 ans, Eichel a représenté les États-Unis lors des Jeux olympiques de la jeunesse d'hiver de 2012. Il a également joué avec les États-Unis lors du Défi mondial des moins de 17 ans de hockey où il décroche la médaille de bronze, le championnat du monde des moins de 18 ans en 2013 et en 2014, où il aide son équipe à remporter la médaille d'or, ainsi qu'au championnat du monde junior en 2014 et en 2015, son équipe terminant cinquième à chacune de ces deux compétitions. Il représente son pays pour la première fois en tant que senior lors du championnat du monde 2015.

## Statistiques

### En club
| Saison     | Équipe                         | Ligue      |     | Saison régulière | Saison régulière | Saison régulière | Saison régulière | Saison régulière |    | Séries éliminatoires | Séries éliminatoires | Séries éliminatoires | Séries éliminatoires | Séries éliminatoires |
| Saison     | Équipe                         | Ligue      | PJ  | B                | A                | Pts              | Pun              | PJ               | B  | A                    | Pts                  | Pun                  |                      |                      |
| 2011-2012  | Bruins Junior de Boston        | EJHL       | 3   | 0                | 0                | 0                | 0                | -                | -  | -                    | -                    | -                    |                      |                      |
| 2012-2013  | U.S. National Development Team | USHL       | 35  | 13               | 14               | 27               | 14               | -                | -  | -                    | -                    | -                    |                      |                      |
| 2013-2014  | U.S. National Development Team | USHL       | 24  | 20               | 25               | 45               | 20               | -                | -  | -                    | -                    | -                    |                      |                      |
| 2014-2015  | Terriers de Boston             | NCAA       | 40  | 26               | 45               | 71               | 28               | -                | -  | -                    | -                    | -                    |                      |                      |
| 2015-2016  | Sabres de Buffalo              | LNH        | 81  | 24               | 32               | 56               | 22               | -                | -  | -                    | -                    | -                    |                      |                      |
| 2016-2017  | Sabres de Buffalo              | LNH        | 61  | 24               | 33               | 57               | 22               | -                | -  | -                    | -                    | -                    |                      |                      |
| 2017-2018  | Sabres de Buffalo              | LNH        | 67  | 25               | 39               | 64               | 32               | -                | -  | -                    | -                    | -                    |                      |                      |
| 2018-2019  | Sabres de Buffalo              | LNH        | 77  | 28               | 54               | 82               | 26               | -                | -  | -                    | -                    | -                    |                      |                      |
| 2019-2020  | Sabres de Buffalo              | LNH        | 68  | 33               | 42               | 78               | 34               | -                | -  | -                    | -                    | -                    |                      |                      |
| 2020-2021  | Sabres de Buffalo              | LNH        | 21  | 2                | 16               | 18               | 6                | -                | -  | -                    | -                    | -                    |                      |                      |
| 2021-2022  | Golden Knights de Vegas        | LNH        | 34  | 14               | 11               | 25               | 10               | -                | -  | -                    | -                    | -                    |                      |                      |
| 2022-2023  | Golden Knights de Vegas        | LNH        | 67  | 27               | 39               | 66               | 6                | 22               | 6  | 20                   | 26                   | 14                   |                      |                      |
| 2023-2024  | Golden Knights de Vegas        | LNH        | 63  | 31               | 37               | 68               | 27               | 7                | 3  | 4                    | 7                    | 0                    |                      |                      |
| 2024-2025  | Golden Knights de Vegas        | LNH        | 77  | 28               | 66               | 94               | 32               | 11               | 1  | 9                    | 10                   | 0                    |                      |                      |
| Totaux LNH | Totaux LNH                     | Totaux LNH | 616 | 239              | 369              | 608              | 193              | 40               | 10 | 33                   | 43                   | 14                   |                      |                      |

### En équipe nationale
| Année | Équipe                   | Compétition                          |    | PJ | B | A  | Pts | Pun                |  | Résultat |
| 2013  | États-Unis -17 ans       | Défi mondial des moins de 17 ans     | 5  | 3  | 0 | 3  | 2   | Médaille de bronze |  |          |
| 2013  | États-Unis -18 ans       | Championnat du monde moins de 18 ans | 7  | 1  | 1 | 2  | 6   | Médaille d'argent  |  |          |
| 2014  | États-Unis -18 ans       | Championnat du monde moins de 18 ans | 7  | 5  | 5 | 10 | 2   | Médaille d'or      |  |          |
| 2014  | États-Unis junior        | Championnat du monde junior          | 5  | 1  | 4 | 5  | 0   | 5e place           |  |          |
| 2015  | États-Unis junior        | Championnat du monde junior          | 5  | 1  | 3 | 4  | 6   | 5e place           |  |          |
| 2015  | États-Unis               | Championnat du monde                 | 10 | 2  | 5 | 7  | 8   | Médaille de bronze |  |          |
| 2016  | Amérique du Nord -24 ans | Coupe du monde                       | 3  | 1  | 1 | 2  | 0   | 5e place           |  |          |
| 2017  | États-Unis               | Championnat du monde                 | 8  | 0  | 5 | 5  | 4   | 5e place           |  |          |
| 2019  | États-Unis               | Championnat du monde                 | 8  | 2  | 6 | 8  | 2   | 7e place           |  |          |
| 2025  | États-Unis               | Confrontation des 4 nations          | 4  | 0  | 4 | 4  | 0   | Finalistes         |  |          |

## Trophées et honneurs personnels

### Ligue nationale de hockey
- 2015-2016 : sélectionné dans l'équipe d’étoiles des recrues
- 2017-2018 : participe au 63e Match des étoiles de la LNH
- 2018-2019 : participe au 64e Match des étoiles de la LNH
- 2019-2020 : participe au 65e Match des étoiles de la LNH
- 2022-2023 : champions de la coupe Stanley avec les Golden Knights de Vegas